# 琼乔·谢尔维
琼乔·谢尔维（英語：Jonjo Shelvey；1992年2月27日—）出生於英格蘭東倫敦黑弗靈區的兰福德（Romford），是一名足球運動員，司職中場，於2009/10年球季末由母會查爾頓轉投英超球會利物浦。曾効力英冠球會般尼。

## 球會

### 查爾頓
舒爾維出身於查爾頓青訓系統，以15歲之齡於2007年4月14日首次為U18青年軍上陣主場迎戰熱刺青年軍。他在2007/08年球季取得突破，為青年軍上陣23場及射入11球，其中9球在晉級英格蘭足總青年盃半準決賽進程中取得，在負於新特蘭出局當日，剛好是他的16歲生日。舒爾維並為預備隊上陣3場。2008年4月26日舒爾維首次為一隊上陣，在聯賽作客正選出戰班士利，以16歲另59日成為球隊歷來最年輕的上陣球員，打破由高哲斯基所保持16歲另93日的舊紀錄，雖然以0-3落敗，他的處子表現仍然獲得高度評價。聯賽煞科日舒爾維再次正選於主場上陣對戰，於完場前讓位給季後離隊的老將基斯·鮑維。
2008/09年球季舒維爾獲發一隊的7號球衣，球季開鑼日主場2-0擊敗升班馬史雲斯，舒爾維正選上陣，於下半場初段被換離場。三日後的聯賽盃第一圈在主場面對英甲的伊奧維，舒爾維仍然擔任正選並踢足全場，但查爾頓卻以0-1落敗被淘汰。隨著尼基·拜利（Nicky Bailey）從修安聯來投，舒爾維失去正選席位。8月30日聯賽作客對普雷斯頓代替受傷的（Lloyd Sam）復任正選。舒爾維其後擔任沒有出陣的一隊後備及返回預備隊作賽。11月15日聯賽作客伯明翰城，舒爾維完場前後補入替（Matt Holland）。
2009年1月3日足總盃第三圈主場對诺里奇城，舒爾維獲看守領隊（Phil Parkinson）派遣擔任正選，於上半場20分鐘先拔頭籌，成為球會歷來最年輕的入球者，但最終1-1平手完場需要重賽，這記在17歲生日前55日的入球，打破彼得·李維士（Peter Reeves）的17歲另100日的舊紀錄，後者於1966年5月同樣對諾域治時射入。2月27日年滿17歲，舒爾維簽署首份為期兩年半的職業合約，直到2011年6月30日才約滿。4月4日作客修咸頓，舒爾維開賽後6分鐘先拔頭籌兼在聯賽「開齋」，協助球隊以3-2獲勝。4月11日主場對伯明翰城，舒爾維全場奔跑，達到13.6公里（8.4英哩）之多。舒爾維雖然在球末分別對黑池及卡迪夫城時再取得入球及與對手踢成平手，但查爾頓仍提早三輪確定來季降級英甲。
查爾頓降級後，舒爾維獲得多隊英超球會的青睞，其中包括、及，查爾頓領隊菲爾·柏堅遜（Phil Parkinson）表示球隊會盡力挽留舒爾維，而他亦準備拒絕所有頂級球隊的邀請，留在英甲為母會打拼。2009年9月5日舒維爾與球會續約至2012年。2009/10年球季他為查爾頓上陣27場及射入3球，但臨近季末卻只能退居後備席。

### 利物浦
2010年4月28日，英超球會利物浦宣佈成功收購舒爾維，初步轉會金額為170萬英鎊，並於5月10日正式加盟，未能為母會在附加賽爭取升班出力。他於2011年9月30日被借到黑池，但由於謝拉特和盧卡斯·雷瓦相繼受傷，利物浦召回他，並打上了正選。

### 史雲斯
2013年7月3日，史雲斯以500萬英鎊簽下舒爾維。

### 紐卡素
2016年1月12日，紐卡素以1200萬英鎊簽下舒爾維，簽下五年半的合約。

### 般尼
2025年，舒爾維在季尾以自由轉會重返英格蘭，加盟般尼。

## 國家隊
2007年10月4日舒爾維獲徵召加入英格蘭U16，在10月11日於勝利盾對戰北愛爾蘭U16，在下半場62分鐘先拔頭籌，最後雙方2-2平手終場。次仗於11月2日對威爾斯U16，舒爾維獲委出任隊長，於上半場33分鐘憑自由球首開紀錄，英格蘭U16以2-0獲勝。11月29日最後一場作客對蘇格蘭U16，舒爾維再次先開紀錄，於完上半場前射成1-0，最終2-1獲勝終場，舒爾維三場入三球，更以隊長身份帶領球隊蟬聯勝利盾冠軍。舒爾維獲選隨英格蘭U16到法國參加2008年蒙太古邀請賽（Montaigu International Tournament），3月19日分組賽首戰3-1輕取日本U16，翌日1-0擊敗德國U16，由於24小時內連戰兩場，在最後一場分組賽對美國U16時英格蘭U16輪換陣容，舒爾維只在末段時間後補上陣，雖然以0-1落敗，積分與德國U16相同，但以較佳的對賽成積晉級決賽對東道主法國U16。3月24日英格蘭U16與法國U16在法定時間80分鐘互無紀錄，需以互射十二碼決定勝負，英格蘭小將5射全中，以5-4獲勝，舒爾維負責主射第三球，協助球隊八年來首次奪冠。
2008年10月15日舒爾維獲球會放行加入英格蘭U17大軍，出發到西班牙特内里费岛參加2009年歐洲U-17足球錦標賽外圍賽。10月22日首仗被亞美尼亞U17悶和0-0，舒爾維踢足全場，並有一球遠射中楣不入。10月24日次仗對愛沙尼亞U17，舒爾維先任後備，上半場英格蘭U17領先兩球，舒爾維半場入替，下半場49分鐘以「半窩利」射入成3-0，終場7-0大勝一場。最後一場對東道主西班牙U17，舒爾維復任正選，禾確特的表弟積及·禾確特（Jacob Walcott）為英格蘭先開紀錄，但其後有兩人因被罰第二面黃牌而被罰離場，最後15分鐘只餘9人應戰，在完場前「擺烏龍」被追平1-1，仍以分組賽第二名晉級第二輪外圍賽。
舒爾維順利入選在匈牙利舉行的第二輪外圍賽，面對葡萄牙、塞爾維亞及主辦國匈牙利，3月25日首場1-0小勝葡萄牙U17；3月27日舒維爾繼續在次場2-1擊敗塞爾維亞U17的比賽列陣；而最後一場2-0淨勝匈牙利U17，舒維爾只任後備沒有機會上陣，英格蘭U17三戰全勝晉級決賽週。
舒爾維入選在德國舉行的2009年歐洲U-17足球錦標賽決賽週的英格蘭U17大軍決選名單，身穿7號球衣，英格蘭被編在B組與德國、荷蘭及土耳其同組。2009年5月6日首場1-1賽和荷蘭U-17；但5月9日次場被主辦國的德國U17以4-0技術性擊倒；
2012年10月，他代表英格蘭出戰聖馬力諾中首次為成人國家隊上陣，最終英格蘭以5-0擊敗聖馬力諾。他在2015年9月對聖馬力諾的比賽中成為第一位史雲斯球員為英格蘭國家隊出戰，並被BBC選為全場最佳球員。

## 外部連結
- （英文）查爾頓官網：琼乔·谢尔威簡歷
- （英文）足球数据库：琼乔·谢尔维的球员统计数据